# Dóra Kerekes
Dóra Kerekes (* 19. April 1994) ist eine ungarische Leichtathletin, die sich auf den Diskuswurf spezialisiert hat.

## Sportliche Laufbahn
Erste Erfahrungen bei internationalen Meisterschaften sammelte Dóra Kerekes im Jahr 2015, als sie bei den U23-Europameisterschaften in Tallinn mit einer Weite von 49,87 m den elften Platz im Diskuswurf belegte. 2023 wurde sie bei der 2. Liga der Team-Europameisterschaft im Zuge der Europaspiele in Chorzów mit 54,10 m Fünfte und anschließend schied sie bei den Weltmeisterschaften in Budapest mit 54,41 m in der Qualifikationsrunde aus. Im Jahr darauf verpasste sie bei den Europameisterschaften in Rom mit 52,92 m den Finaleinzug. 
In den Jahren 2020 und 2021 wurde Kerekes ungarische Meisterin im Diskuswurf.